# Catalogus Plantarum Phaenogamarum, ad Usum Botanophilorum Exsiccatarum
Catalogus Plantarum Phaenogamarum, ad Usum Botanophilorum Exsiccatarum (abreviado Cat. Pl. Phaen.) es un libro con ilustraciones y descripciones botánicas que fue escrito por el taxónomo, zoólogo, botánico y escritor italiano de origen germano Giorgio Jan y publicado en Parma en el año 1818.